# 東日本縦断駅伝
東日本縦断駅伝競走大会（ひがしにっぽんじゅうだんえきでんきょうそうたいかい）は、北海道・東北・関東・東京陸協・読売新聞東京本社・報知新聞社・日本テレビなど主催によるロードレース大会である。スタートの青森県とゴールの東京都の頭文字をとって『青東（あおとう）駅伝』とも呼ばれた。大会スローガンは「花になれ　風になれ　人は誰でもチャレンジャー」であった。大会の模様は日本テレビ他でダイジェスト放送されていた。

## 歴史
この大会は、サンフランシスコ講和条約の調印を記念して1951年に「青森東京駅伝」として第1回大会が開催された。コースは青森県・青森市（青森県庁前）からスタートして、岩手県、宮城県、福島県、栃木県、茨城県、埼玉県を経由して東京都・銀座（読売新聞本社前）を55区間・759.0kmで走破する東日本の都道県対抗レースとしてスタートし、以来毎年11月に開催されてきた。その後距離こそ若干の前後があるものの55区間は不変で1970年の第20回大会まで続いた。その後1971年の21回大会からコースが秋田県・山形県経由となり、ゴールが東京都・大手町に変更された（これは、交通事情の悪化と読売新聞の本社が移転した事に伴うものだった）。
一旦1974年の24回大会を最後に休止されたが、1982年に東北新幹線の開業を記念して岩手県・盛岡市（岩手県庁前）から東京都・大手町のコースで大会名称を「東日本縦断駅伝」と改め25回大会として復活し、1983年の第26回から再び青森スタートの完全復活となる。1984年~1993年の10年間は女子選手も出場したことがあったが、1994年から男子選手のみに戻る。東京都チームが4回の完全優勝（全区間1位）を含む23回の総合優勝歴を誇った。
近年は箱根駅伝のメンバー入り当落線上と言われる大学生選手も多数出場して、実戦感覚を身につける意味で大きな役割を果たしていた。しかし特に道路・鉄道などの増設による交通事情の変化やロードレースも集中的に行われることから日程調整が付かないという理由で第45回大会が開かれた2002年度を最後に大会は消滅した。当然箱根駅伝を目指す選手達にとっても、トレーニングの一環と位置づけていたチームにとってもプランの練り直しを余儀なくされている。

## 関連大会
元々、東日本縦断駅伝は青森-下関を結ぶ駅伝構想の第一区間として行われた、第二区間として東京大阪駅伝（東京 - 大阪）、第三区間として西日本縦断駅伝（大阪 - 下関）が存在したが、いずれも1970年に消滅したままとなっている。実現すれば、さらに2013年に廃止された九州一周駅伝（2011年より「グランツール九州」）を含め、青森から九州を一本のたすきでつなぐ一大駅伝プロジェクトが確立していたことになる。
なお、列島縦断駅伝とは関連性がないものの、明治神宮国民体育大会（戦後の国民スポーツ大会のルーツともなった競技会）において、宮崎市-奈良県橿原市畝傍（うねび）を横断する駅伝大会が存在した。